# Hertog van Abrantès

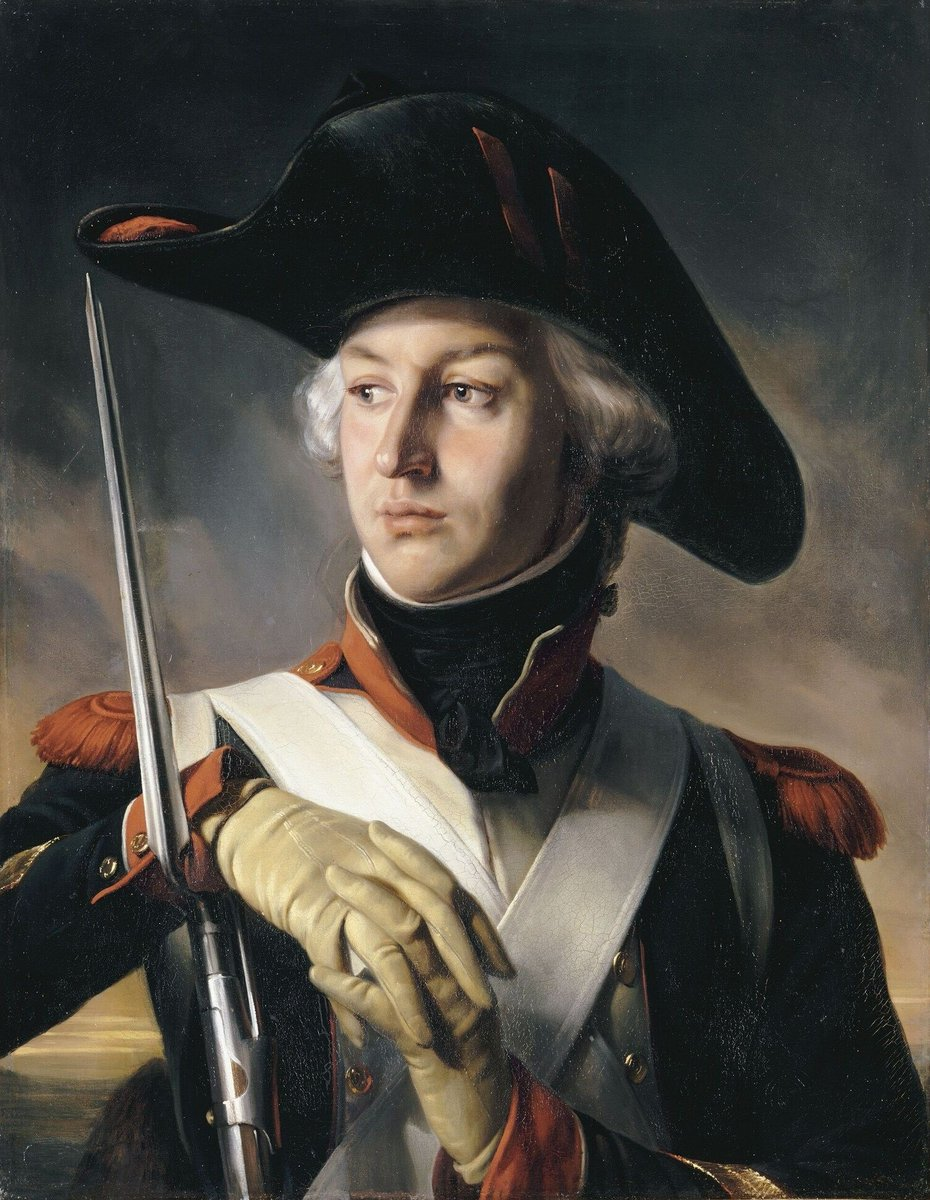
Jean-Andoche Junot (1771-1813), 1e hertog van Abrantès

De titel van hertog van Abrantès (Frans: Duc d'Abrantès) werd op 15 januari 1809 door keizer Napoleon I gecreëerd voor zijn generaal Jean-Andoche Junot en wordt sindsdien door zijn nazaten gevoerd, eerst door leden van het geslacht Junot, vanaf 1870 door leden van het geslacht Le Ray d'Abrantès.

## Geschiedenis
Napoleon creëerde voor verschillende van zijn hoge militairen hertogtitels. Deze is niet ontleend aan een veldslag maar aan het stadje Abrantes in Portugal, het land waarvan de eerste hertog later gouverneur werd. Bij keizerlijk decreet van 6 oktober 1869 verkreeg Maurice Le Ray, schoonzoon van de derde hertog vergunning om de hertogstitel verder te voeren, hetgeen hij na het verkrijgen van het diploma van 26 maart 1870 kon doen. De laatste hertog stierf in 1982.

## Opeenvolgende hertogen
1. 1809-1813 : Jean-Andoche Junot (1771-1813), 1e hertog van Abrantès
2. 1813-1851 : Louis Napoléon Junot (1807-1851), 2e hertog van Abrantès, zoon van voorgaande
3. 1851-1859 : Alfred Junot (1810-1859), 3e hertog van Abrantès, broer van voorgaande
4. 1870-1900 : Maurice Le Ray (1846-1900), 4e hertog van Abrantès, schoonzoon van voorgaande, getrouwd met Jeanne Junot d'Abrantès (1847-1934), dochter van de 3e hertog
5. 1900-1954 : Andoche Le Ray (1870-1954), 5e hertog van Abrantès, zoon van voorgaande
6. 1954-1982 : Maurice Le Ray (1906-1982), 6e hertog van Abrantès, zoon van Alfred Le Ray (1873-1920), broer van voorgaande